# Guido Ascanio Sforza
Guido Ascanio Sforza di Santa Fiora (ur. 26 listopada 1518 w Rzymie, zm. 6 października 1564 w Villa Canedo) – włoski kardynał. Syn Bosio II Sforzy hr. Santa Fiore i Konstancji Farnese, córki papieża Pawła III.

## Życiorys
W 1528 w wieku zaledwie 10 lat został administratorem diecezji Montefiascone e Corneto, którym pozostał do 1548. W grudniu 1534 jego dziadek Paweł III mianował go kardynałem diakonem Santi Vito e Modesto, w 1540 kardynałem diakonem Santa Maria in Cosmedin i jeszcze w tym samym roku kardynałem diakonem Sant'Eustachio. Od roku 1552 do śmierci kardynał diakon Santa Maria in Via Lata. Paweł III powierzył mu szereg ważnych funkcji i beneficjów m.in. był administratorem diecezji Parma (1535-60), legatem w Bolonii i Romanii (1536-40), protektorem Portugalii, Neapolu i Armenii i kamerlingiem Świętego Kościoła Rzymskiego (od 1537). W 1540 przebywał z misją dyplomatyczną na Węgrzech w celu finansowego wsparcia tego kraju w walce z Turkami. W 1541 roku był administratorem Patriarchatu Aleksandrii. W 1542 był administratorem diecezji Anglona. W 1555 został na krótko uwięziony w związku z podejrzeniami o spiskowanie na rzecz Hiszpanii. Zmarł w Villa Canedo i został pochowany w bazylice Santa Maria Maggiore, której był archiprezbiterem.
Jego bratem był Alessandro Sforza.